# 6654 Лулео
6654 Лулео (6654 Lulea) — астероїд головного поясу, відкритий 29 лютого 1992 року.
Тіссеранів параметр щодо Юпітера — 3,177.